# 阿里·卡亚勒
阿里·卡亚勒（土耳其語：Ali Kayalı，1965年1月29日—），土耳其男子摔跤运动员。他曾代表土耳其参加1992年夏季奥林匹克运动会摔跤比赛，获得男子自由式100公斤级铜牌。